# パワーワード
パワーワード (power word) は、「パワー（力）」と「ワード（言葉）」を組み合わせた語であり、「力のあることば」や「力強いことば」など、さまざまな意味を込めて用いられてきた言葉である。2010年代以後、日本のSNSなどで「表現が異様で強烈な印象のあることば」といった意味合いでも用いられるようになり、この意味合いを持つ「パワーワード」は、三省堂が選んだ「今年の新語2017」にも選出された。

## 「力のあることば」「強い印象のあることば」
「パワーワード」という言葉は、多様な使用方法がなされてきた。
- 自分や他人の心を動かす「力のあることば」の意味で、名言・金言と言われるフレーズなどについて用いる[注釈 1]
- コミュニケーションを改善させる力を持つひとことの意味でも用いられる[注釈 2]。
- 文章表現の上で、「人を惹きつける力のある言葉」について用いる[5]。
- 演説に関して、聴き手や世論に訴えかける「影響力のある言葉」について用いる[6]。
- 反発も含めて聴き手や世論の関心を惹き議論を喚起するような「強い言葉」について用いる[7]。

飯間浩明は2020年に「強い印象のあることば」の意味で「パワーワード」を紹介する文章を記しており、時代ごとに「パワーワード」があるとしている。大正から昭和初期にかけての「文化」（文化住宅・文化包丁など）、1950年代末から1960年代にかけての「デラックス」を紹介した上で、今の時代（2020年）ならば「プレミアム」もそう言えるのではないかとしている。

## 「表現が異様で強烈な印象のあることば」
三省堂の「今年の新語2017」で「パワーワード」は3位にランクインし、辞書風の語釈として「表現が異様で強烈な印象のあることば」と説明された。「今年の新語」は投稿を受け付けて選考するもので、「今年だけの流行語」ではなく、今年特に広まり、今後の国語辞典に載ってもおかしくない語を選出するとしている。
「今年の新語2017」の選評によれば、「今年の新語」の第1回（2015年）から投稿があったものの、2017年には「ツイッターを中心に確実に今年広まった気がする」という投稿者の声があったという。背景としては、SNSでまず発言に注目を集めるために、ことさらに誇張した表現が多用されるようになったという指摘がある。
選評では、投稿者から示されたパワーワードの実例として、「知り合う前に会いに来るなよ」（2016年のアニメ『君の名は。』のセリフ）と、「ストロベリーチーズチョコレートピザ」が挙げられている。これに加えて飯間浩明の見解として、以前からある語では「学級崩壊」「名ばかり管理職」も「パワーワード」であろうとしている。2017年の騒動の際に、飯間はある言葉が「パワーワード」かどうかは人によっても感覚が異なっており見極めが難しいと述べており、例示しようとした「学級崩壊」についても、飯間は「学級」と「崩壊」という語の取り合わせを初めて見たときに驚いたが、「べつに普通では」という感想もありそうだとしている。
一方、ネットコミュニティにおいては、たとえばtwitterで「パワーワード」の現在的用法（表現が異様で強烈な印象のあることば）の起源について話題を投げかけた人物は「無人在来線爆弾」（2016年の映画『シン・ゴジラ』に登場した用語）を「パワーワード」と評される語として例示した。一般メディアにおいて紹介されたいわゆる「ネットの反応」で「パワーワード」という反応があったものには、大相撲の御嶽海関が大関に昇進した際（2022年）にニュースで用いられた「雷電以来」という形容、などが挙げられる。
言語学者の田川拓海はブログにおいて、「パワーワード」と見なされるには「強烈」「印象が強い」だけではなく「表現が異様」というところが重要ではないかとしている。

### 2017年のtwitterにおける騒動
なお、「パワーワード」が「今年の新語」に選出されたことについて、2018年1月10日に日本経済新聞記事審査部のtwitterが「力強いことば、強烈な印象のあることばといった意味で、パワワと略されます」とツイートを行ったが、ここで紹介した「パワワ」という略語（選評でも記されている）やツイート担当者の考えた「パワーワード」の例が、他のtwitterユーザーからは実感にそぐわない、メディアによって勝手に作られた略称であるなどとして批判を集めるという事態にもなった。
これについて、「今年の新語」の選定にあたった飯間浩明はツイートにおいて、「パワワ」という省略形の用例が一般的とは言わないまでも安定して存在することを示すとともに、選評の中で辞書風に語義を示した個所で例示を省いたことや、「『パワワ』という語形がある」ことを示そうとしたものの「普通『パワワ』と略す」と受け止められ得るようになったことなど「説明が至らなかったこと」を示し、ツイートをめぐる騒動に関して責任の一端があると述べている。